# Coleophora delmastroella
Coleophora delmastroella is een vlinder uit de familie kokermotten (Coleophoridae). De wetenschappelijke naam is voor het eerst geldig gepubliceerd in 2000 door Baldizzone.
De soort komt voor in Europa.